# الکساندر هیوز
الکساندر هیوز (انگلیسی: Alexander Hughes؛ 2 July 1907 – اوت ۱۹۷۷ (aged 70)) بازیکن فوتبال اهل بریتانیا بود.
از باشگاه‌هایی که در آن بازی کرده‌است می‌توان به باشگاه فوتبال هارت آف میدلوتیان و باشگاه فوتبال برنلی اشاره کرد.